# Beverly Perdue

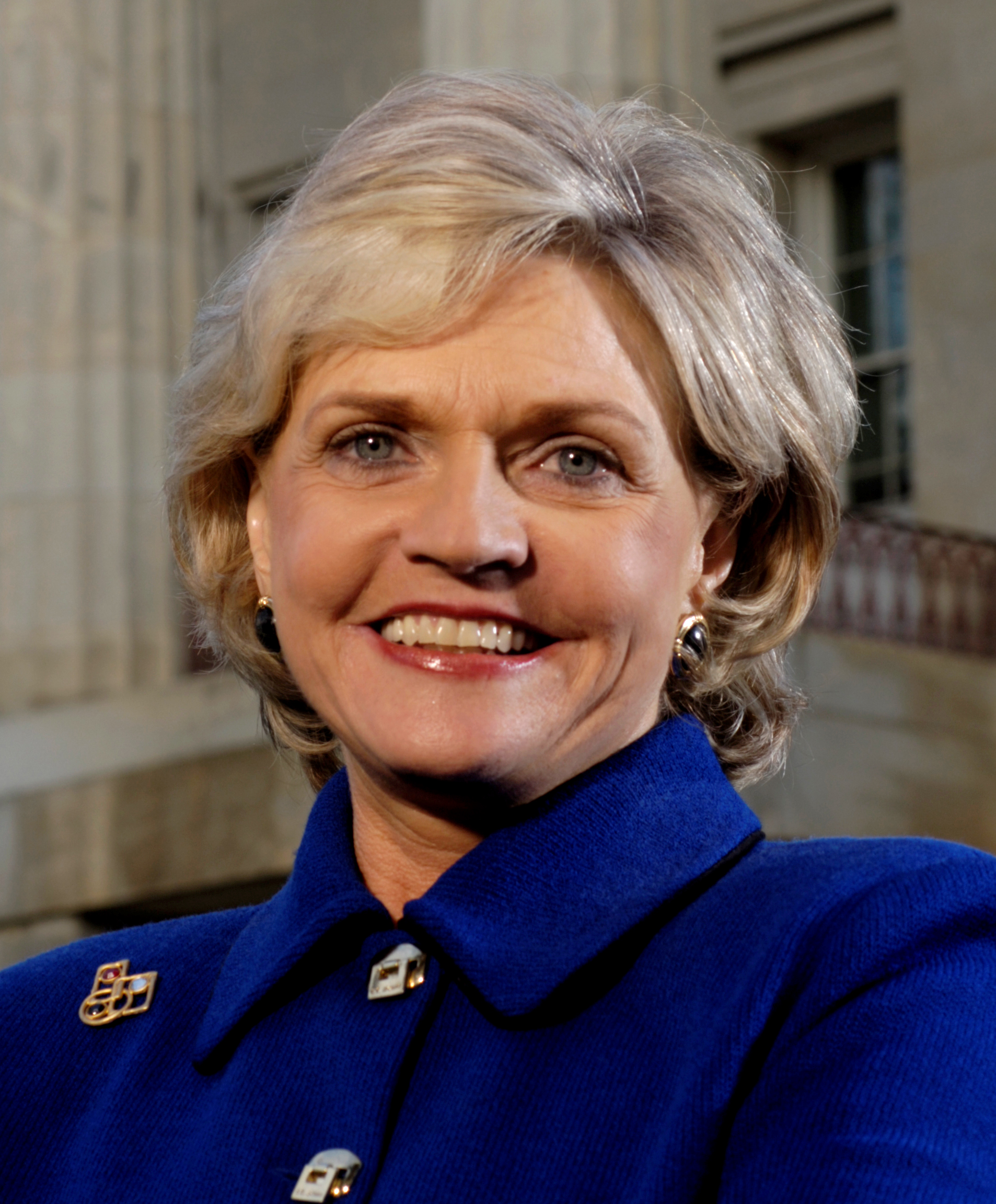
Beverly Perdue, 2009

Beverly Eaves „Bev“ Perdue (* 14. Januar 1947 in Grundy, Virginia) ist eine US-amerikanische Politikerin (Demokratische Partei). Sie war von 2009 bis 2013 Gouverneurin des Bundesstaates North Carolina. Sie war damit die erste Frau, die das Amt bekleidete.

## Privatleben
Beverly Marlene Moore, Tochter von Alfred P. und Irene Morefield Moore, wurde am 14. Januar 1947 in Grundy, Virginia, geboren. Ihr Vater war ein Bergarbeiter, der später CEO wurde. Sie machte ihren Bachelor an der University of Kentucky. Später kam noch ein Master in Pädagogik (Education) und ein Ph. D. in Pädagogikverwaltung (Education Administration) an der University of Florida hinzu. Anschließend war sie als Krankenhausverwalter und Berater tätig, bevor sie in die Politik ging.
Perdue lebt in Chapel Hill. Davor war sie eine lange Zeit in New Bern wohnhaft. Sie ist mit Bob Eaves verheiratet und hat zwei erwachsene Söhne, Garrett und Emmett, aus einer früheren Ehe.

## Politische Laufbahn
Perdue bekleidete von 1986 bis 1990 einen Sitz im Repräsentantenhaus von North Carolina und dann von 1990 bis 2000 einen Sitz im Senat von North Carolina. Während ihrer letzten drei Amtsperioden im Senat war sie eine von den staatlichen Chief Budget Writers und die erste Frau, die dieses Amt jemals innehatte. Während ihrer Amtszeit erhöhte die General Assembly die Lehrervergütung und verabschiedete den Governor Hunt’s Excellent Schools Act und den Smart Start. Außerdem führte sie die Debatte zu Schaffung des North Carolina’s Clean Water Management Trust Fund.

### Vizegouverneurin von North Carolina
2000 kandidierte sie als Vizegouverneurin von North Carolina, besiegte die Republikanerin Betsy Cochrane und wurde der erste weibliche Vizegouverneur des Landes. Sie wurde 2004 für eine zweite Amtszeit wiedergewählt. Als Vizegouverneurin trug Perdue eine entscheidende Rolle beim Zustandekommen der tie-breaking Abstimmung, die zur Schaffung der North Carolina Education Lottery führte.

### Gouverneurswahl 2008
Perdue kündigte am 1. Oktober 2007 in ihrer Heimatstadt, New Bern, ihre Kandidatur für das Amt des Gouverneurs von North Carolina an. Am 22. Oktober 2007 befürwortete die pro-choice EMILY’s List ihre Kandidatur.  Am 6. Mai 2008 gewann Perdue die demokratische Nominierung für das Amt des Gouverneurs, wobei sie dabei den Finanzminister Richard H. Moore und Dennis Nielsen besiegte.
Perdue trieb für die Parlamentswahl 15 Millionen Dollar an Spendengeldern auf und ging dann gegen ihren republikanischen Kontrahenten, den Bürgermeister von Charlotte, Pat McCrory, vor, indem sie ihm vorwarf, nicht hart genug gegen illegale Einwanderer vorzugehen. Infolge eines „nationalen demokratischen Tiefs“ und Perdues begrenzten Spenden hatte McCrory einen Vorsprung am Anfang des Wahlkampfs vor Perdue. Erst durch die Hilfe des demokratischen Präsidentschaftskandidaten Barack Obama gewann Perdue langsam an Boden zurück. Nach zwei durchgeführten Umfragen lagen Perdue und McCrory dicht beieinander, was dies zu der engsten Wahl um das Amt des Gouverneurs im Lande machte. Experten spekulierten, dass Perdue durch die abnehmende Popularität des gegenwärtigen demokratischen Gouverneurs Michael Easley und McCrorys Bemühungen sie in Verbindung zu den Korruptionsvorwürfen in Raleigh zu bringen Schaden erlitt. Berater machten Perdues Schwierigkeit darin aus, ein beständiger Kandidat in einem Wahlkampf des Wechsels zu sein.
Während McCrory die Unterstützung der größten Zeitungen des Landes erhielt, die typischerweise die Demokraten unterstützten, erhielt Perdue die Unterstützung des Schauspielers und Regisseurs Andy Griffith, der einen Werbefilm zu ihrem Gunsten drehte.
Perdue besiegte am 4. November 2008 McCrory und gewann die Wahl.